# Tatort: Familienbande
Familienbande ist ein Fernsehfilm aus der Krimireihe Tatort. Es ist der 48. Fall des Kölner Ermittler-Teams Max Ballauf und Freddy Schenk. Der vom Westdeutschen Rundfunk und Colonia Media produzierte Beitrag wurde am 5. Dezember 2010 auf Das Erste zum ersten Mal gesendet.

## Handlung
Ballauf und Schenk fahren zu einem ländlichen Gehöft, dem Fringshof, in dessen Kühlraum der neunjährige Mark Bürger erfroren am Boden liegt. Die Besitzerin des Hofes, Iris Findeisen, kann sich nicht erklären, wie der Junge in den Kühlraum gelangt ist. Es sieht aus, als ob er sich das Geweih eines Rehbocks absägen wollte, und als sich die Tür bei einem Stromausfall geschlossen hatte, konnte er nicht mehr heraus. Wurden absichtlich die Sicherungen manipuliert oder hatte der Regen für einen Kurzschluss gesorgt?
Mit der Familie Bürger war Findeisen an sich befreundet, besonders mit der Frau, die nun aber über den Tod ihres Kindes verzweifelt ist. Das Verhältnis zwischen Iris und den Bürgers war angespannt: Früher verkehrten sie ständig miteinander, sie hatte dem Jungen sogar eine Schildkröte geschenkt, damit er immer wieder zu ihr kam. Ballauf und Schenk vermuten, dass Iris Findeisen an Nadja Bürger interessiert war und der Junge ihr im Wege gewesen sein könnte. Somit wird Iris Findeisen zunächst als Tatverdächtige in Haft genommen. Derweil kommt Martin Gebauer in Verdacht, weil er und sein Vater das Gelände des Fringshofs für einen Hotelneubau kaufen wollten. Er könnte, um ihr zu schaden, sich an den Sicherungen zu schaffen gemacht haben. Von den Ereignissen überfordert verlässt Nadja ihren Mann Bernd und zieht zu Iris, mit der sie schon länger ein Verhältnis hat. Er sieht sich inzwischen nur als Mittel zum Zweck, um für einen Stammhalter für die kleine Firma seiner Frau zu sorgen. Das ist nun mit dem Tod des Jungen alles hinfällig. Nadjas Mutter besucht ihre Tochter auf dem Fringshof und bittet sie, zu ihr und Bernd zurückzukommen. Sie mache alles kaputt, ihre Firma, ihre Familie und alles nur wegen „dieser Frau“.
Im hinteren Teil des Fringshofs finden Ballauf und Schenk eine Reifenspur. Möglicherweise wurde hier ein Wasserhahn aufgedreht, um zusätzlich für Feuchtigkeit im Mauerwerk und damit für einen Kurzschluss zu sorgen. Das deutet auf Gebauer und seinen Wagen, aber er hat zunächst ein Alibi. In die Enge getrieben gibt er jedoch zu, Iris ärgern und vom Hof vertreiben zu wollen, habe aber nicht geahnt, dass der Junge im Kühlraum ist. Schließlich sei Bernd sein Freund und Mark sogar sein Patenkind. Das habe er nicht gewollt.
Inzwischen wird Iris erschossen im Fringshof aufgefunden. Als Tatwaffe kommt Bürgers Pistole in Betracht, die er aber gerade erst im Schützenverein in Verwahrung gegeben hatte. Als Ballauf und Schenk nachsehen, ist sie, wie zu erwarten war, nicht im Tresor. Martin Gebauer wird verhört, da er die Pistole zuletzt hatte. Seine Freundin Miriam bestätigte das, aber sagt auch, dass er so betrunken war und gar nicht mehr wissen konnte, ob er die Waffe auch weggeschlossen hat. Möglicherweise hat Bürger sie auch wieder mitgenommen, und als Ballauf und Schenk bei ihm nachsehen, finden sie zwar keine Pistole, aber es fehlen mehrere Patronen der Munition, die er noch im Hause hatte. Nadja erscheint, und ihre Mutter gibt zu, die Pistole in der Nacht gefunden, Iris erschossen und die Waffe dann weggeworfen zu haben. Diese Frau habe alles zerstört: ihre Familie und 130 Jahre Firmengeschichte ihrer kleinen Möbelschreinerei.

## Hintergrund
Die Dreharbeiten zum 782. Tatort-Krimi fanden in Köln und Umgebung statt. Zahlreiche Szenen wurden in Kaster gedreht. Die Eröffnungssequenz zeigt das Agathator, eine Gaststätte in der Altstadt, diese erhielt für die Produktion den Namen Jagdstube Mühlbach. Der Arbeitstitel lautete Nur ihr Bestes.

## Rezeption

### Einschaltquoten
Die Erstausstrahlung des Tatort Familienbande am 5. Dezember 2010 wurde in Deutschland insgesamt von 9,65 Millionen Zuschauern gesehen und erreichte damit einen Marktanteil von 26,1 %.

### Trivia
Besonderheit: In den Ballauf-Schenk-Fällen 47 und 48 präsentiert Freddy Schenk wider Erwarten keinen Dienstwagen.